# Tulbaghia pretoriensis
Tulbaghia pretoriensis là một loài thực vật có hoa trong họ Amaryllidaceae. Loài này được Vosa & Condy mô tả khoa học đầu tiên năm 2006.